# Гарних
Гарних (люкс. Garnech, фр. и нем. Garnich) — коммуна в Люксембурге, располагается в округе Люксембург. Коммуна Гарних является частью кантона Капеллен. В коммуне находится одноимённый населённый пункт.
Население составляет 1590 человек (на 2008 год), в коммуне располагаются 575 домашних хозяйств. Занимает площадь 20,95 км² (по занимаемой площади 50 место из 116 коммун). Наивысшая точка коммуны над уровнем моря составляет 398 м. (60 место из 116 коммун), наименьшая 306 м. (106 место из 116 коммун).

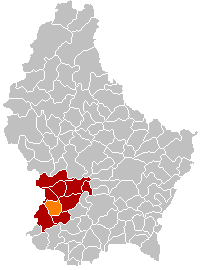
Оранжевый цвет - коммуна Гарних, красный - кантон Капеллен.